# Hannover 96
O Hannoverscher Sportverein von 1896 é uma agremiação esportiva alemã sediada em Hanôver, na Baixa Saxônia. Fundado em 1896, o Hannover 96 possui dois títulos do Campeonato Alemão e um da Copa da Alemanha como destaques em seu cartel.
Manda os seus jogos na HDI-Arena, construída em 1954 com o nome de Niedersachsenstadion com capacidade para 49 000 lugares ou 45 000 em jogos internacionais, que durante a Copa do Mundo FIFA de 2006 serviu de sede para quatro partidas da primeira fase e uma de oitavas de final.

## História

### Da fundação à Segunda Guerra Mundial e o primeiro título nacional

Escudo da época da fundação

O clube foi fundado em 12 de abril de 1896 como Hannoverscher FC 1896 por sugestão de Ferdinand-Wilhelm Fricke, fundador do clube de rugby, FV 1878 Hannover. O interesse inicial era voltado para o atletismo e ao rugby. Posteriormente o futebol veio a fazer parte da associação. Em 1913, houve a união com o Ballverein Hannovera von 1898 para a formação do Hannoverscher Sportverein (HSV) von 1896.
As cores sociais do Hannoverscher FC eram preto, branco e verde, ainda que a equipe jogasse com uma azul, enquanto o Ballverein vestia camisa vermelha. Após a fusão, o novo time decidiu manter as cores sociais preto, branco e verde, no entanto, jogar com camisas vermelhas, recebendo assim o apelido de "os vermelhos". Atualmente a primeira camisa manteve a cor vermelha, enquanto a segunda e terceira camisa levam as cores sociais.
Sob o Terceiro Reich, o futebol alemão foi reorganizado em dezesseis ligas de primeira divisão divididas regionalmente. A equipe jogou na Gauliga Niedersachsen com o nome de SV Hannover 96 a partir de 1933. A primeira aparição na fase final nacional ocorreu em 1935. Já as primeiras convocações dos seus atletas para a Seleção Alemã aconteceram no ano seguinte. O clube conquistou o seu primeiro título nacional, em 1938, cuja decisão contra o Schalke 04, é considerada uma das partidas mais emocionantes da história do futebol alemão. O resultado estava em 3 a 3 antes que o Hannover prevalecesse com mais um gol em uma emocionante repetição do primeiro jogo. Em 1942, o time se transferiu para a recém-nascida Gauliga Südhannover-Braunschweig.

### Pós-guerra, segundo título nacional e a estréia na Copa das Feiras
Como muitas organizações alemãs, o clube foi dissolvido após a Segunda Guerra Mundial pelas tropas aliadas. Foi reconstituído em agosto de 1945 e no mês sucessivo um time misto, formado por atletas do Hannover 96 e do Arminia Bielefeld, jogou o seu primeiro jogo do pós-guerra contra uma equipe de militares britânicos.
O time voltou a atuar no campeonato, em 1947, na então primeira divisão, a Oberliga Nord, sendo rebaixado. Em 1949, contudo, voltou à elite do futebol alemão. A segunda aparição do Hannover 96 em uma final nacional aconteceu em 1954, quando derrotou de forma contundente o Kaiserslautern por 5 a 1. A equipe derrotada continha cinco jogadores da Seleção Alemã, que naquele ano havia vencido de maneira surpreendente a Copa do Mundo, naquele que foi definido o Milagre de Berna, a final contra a Hungria, de Puskas.
Os sucessivos troféus vencidos pela agremiação foram o campeonato alemão amador, em 1960 e 1964. A primeira participação em uma competição européia foi a da Copa das Feiras. Na primeira fase, o Hannover afrontou a Roma e foi eliminado após uma derrota por 3 a 1, em casa, na partida de ida. Na Itália, a equipe alemã não passaria de um empate em 1 a 1.
O Hannover tomou parte também de duas sucessivas edições da Copa das Feiras, mas em ambas as ocasiões não conseguiu superar a primeira fase. Perderia para a Internazionale, de Facchetti e Angelillo, por 8 a 2, em Milão, e 6 a 1, em Hannover. Em 1962, seria derrotado de forma mais branda, 1 a 0 e 2 a 0, diante do Espanyol.

### Estreia na Bundesliga e a disputa com o Barcelona pela Copa das Feiras
Em 1963, surge a Bundesliga, a nova liga futebolística profissional da Alemanha, que incluiu dezesseis equipes alemãs na primeira divisão. Naquela temporada, o Hannover atuou na Regionalliga Nord (II), mas conseguiu o acesso para a série imediatamente superior no ano seguinte. Na primeira temporada, 1964-1965, na Bundesliga, conquistou um surpreendente quinto lugar, o qual permaneceu a melhor colocação do clube na máxima série alemã. O time ficou a apenas oito pontos do campeão Werden Bremen. Na mesma temporada o elenco sub-23, o Hannover II, conquistou o terceiro campeonato nacional amador alemão.
No ano sucessivo, o Hannover voltou a disputar a Copa das Feiras, dessa vez promovendo uma campanha de melhor nível. Na fase anterior às oitavas de final, o time alemão enfrentou o FC Porto. No jogo de ida, na Alemanha, a equipe goleou os portugueses por 5 a 0. Seria a primeira vitória do Hannover em um campo internacional. Na volta, houve um empate em 1 a 1. A formação da Baixa Saxônia conquistou assim a passagem às oitavas de final, mas a sorte não foi favorável. Teria que defrontar o Barcelona, o qual já havia conquistado duas vezes a taça. A 2 de fevereiro de 1966, em Hannover, diante de 40.000 espectadores, "os vermelhos" conquistaram uma inacreditável vitória por 2 a 1, com direito a dois gols decisivos de Hans Siemensmeyer, ídolo que assinalou 72 gols com a camisa do clube em dez anos e também foi treinador da equipe na temporada 1988-1989. Mas duas semanas mais tarde, no jogo de volta em terra espanhola, o Barcelona conseguiu a reação e venceu seu adversário por 1 a 0, com gol de Fusté. Dado o empate em gols, deveria ser jogada uma partida de desempate novamente na Alemanha. O Hannover conseguiu obter a vantagem depois de 10 minutos com um gol de Bandura. Quando a classificação parecia concretizada, os espanhóis igualaram o marcador com um gol de Puchol a três minutos do fim do tempo regulamentar. A partida terminou em 1 a 1 mesmo após a prorrogação. O gol fora de casa beneficiou o Barcelona que não só passou de fase como conseguiu chegar à final e levantar a taça.
O Hannover se manteve em alto nível por uma década, se classificando de maneira estável na parte baixa da classificação na Bundesliga, obtendo três participações na Copa da Feiras, sendo eliminado na primeira fase pelo Napoli, em 1968 e Ajax, em 1970. Na terceira vez, capitulou nas oitavas de final, em 1969, diante do Leeds United. Participou pela primeira vez com sucesso, em 1967, da Copa Intertoto, superando em seu grupo, o 2B, Lokomotive Leipzig, IFK Norrköping e Rapid Viena. Pela mesma competição venceria novamente a sua chave nas edições de 1972 e 1973.
Sofreu o descenso à Zweite Bundesliga, a segunda divisão, na temporada 1973-1974. Na primeira temporada o Hannover venceu o campeonato, mas na temporada sucessiva não conseguiu evitar o décimo-sexto lugar sendo novamente rebaixado. Dezessete dos vinte anos seguintes seriam percorridos na segunda divisão.

### 1992: o sucesso na Copa da Alemanha
O clube atravessou problemas financeiros no fim dos anos 1970 e novamente na primeira parte dos 1990. Em 1992, dirigido por Micheal Lorkowski, venceu surpreendentemente a Copa da Alemanha, a DFB-Pokal, contribuindo para sanear o caixa societário.
A marcha em direção à final da formação da Baixa Saxônia, que navegava nas primeiras posições da segunda divisão, mas sem jamais conseguir a possível promoção na Bundesliga, foi inacreditável. Após a fácil vitória na primeira fase sobre o NSC Marathon 02, por 7 a 0, a primeira vitória ilustre ocorreu diante do Bochum, derrotado no próprio campo por 3 a 2. Posteriormente, a vítima foi o Borussia Dortmund, também eliminado por 3 a 2, e o Bayer Uerdingen, por 1 a 0, nas oitavas de final. Nas quartas, o Hannover se impôs, eliminando por 1 a 0 o Karlsruhe.
Na semifinal, o Hannover recebeu no Niedersachsenstadion, o Werder Bremen, treinado por Otto Rehhagel. A disputa foi muito equilibrada, embora a equipe de Bremen fosse favoritíssima, nenhuma conseguia chegar às redes adversárias. Após os 90 minutos, o placar não saiu do 0 a 0 e a partida foi para a prorrogação. Aos 5 minutos, o Hannover conseguiu de forma surpreendente a vantagem através de Koch, mas somente dois minutos depois, o Werder conseguiu o empate com um gol de Bratseth. A igualdade persistiu até o fim da prorrogação. Na disputa de pênaltis, o Hannover bateu o seu adversário por 5 a 4. O gol decisivo foi assinalado pelo goleiro Jörg Sievers, o qual é o atual treinador de goleiros do time.
A decisão da Copa da Alemanha, contra o Borussia Mönchengladbach, transcorreu de forma similar ao jogo anterior. A prorrogação terminou com o resultado de 0 a 0 e a partida foi para os tiros na marca do pênalti. O Hannover novamente se sagrou vencedor por 4 a 3. O arqueiro Sievers defendeu dois penais dos adversários, sendo o herói da conquista. Era a primeira vez que uma equipe de uma série inferior vencia a Copa da Alemanha.
Graças a esse empreendimento, o Hannover pôde, na temporada 1992-1993, participar pela primeira vez de uma competição da UEFA, a Recopa. O destino, contudo, colocou de frente logo as única duas agremiações alemãs participantes da competição, o Hannover e o Werder Bremen, então detentor da Recopa. Uma disputa emocionante, visto que seria uma revanche daquela semifinal da DFB-Pokal, ocorridas alguns meses antes. No jogo de ida no Weserstadion, em Bremen, o placar foi de 3 a 1 para os donos da casa. Os gols aconteceram todos no primeiro tempo. Rufer assinalou dois e o terceiro foi marcado por Bratseth. Wojcicki fez o de honra para os visitantes. O Hannover, que ainda militava na segunda divisão, lutou pela classificação até o último minuto no jogo de volta. Mas a partida começou mal para "os vermelhos", graças a um pênalti marcado por Rufer. Mas o time não perdeu o ânimo e já quase na final do primeiro tempo conseguiu a virada com dois gols de Daschner. No segundo tempo, o Hannover tentou o terceiro gol que levaria o cotejo para a prorrogação, mas dessa vez a formação de Rehhagel conseguiu evitar o pior, conquistando a passagem para a fase seguinte, embora o Hannover saísse da competição de cabeça erguida, ao vencer por 2 a 1, superando as expectativas.
No início da mesma temporada, o time havia perdido a sua primeira final da Supercopa alemã, a DFB-Supercup, diante do VfB Stuttgart por 3 a 1, embora começasse em vantagem com um gol de Koch no início da partida.

### 1995-2002: do rebaixamento à terceira divisão ao retorno à Bundesliga
O ponto mais baixo da equipe foi a descida à Regionalliga Nord (III) durante o biênio 1996 a 1998. Na temporada 1995-1996, quando se preparava para festejar o centenário da própria fundação, o Hannover concluiu o campeonato da segunda divisão apenas no décimo-sexto lugar, a 5 pontos da zona de salvação, e acabou rebaixado à terceira divisão, para amargura de todos os torcedores.
Mas foi, talvez, essa caída inesperada que marcou a ressurreição definitiva do clube nos anos sucessivos. Na temporada 1996-1997, o Hannover dominou a própria chave da Regionnaliga, à frente do histórico rival da Baixa Saxônia, o Eintracht Braunschweig, com cinco pontos de diferença. Todavia, as esperanças de um retorno imediato à segunda divisão se dispersaram após uma disputa contra o Energie Cottbus, 0 a 0 e 1 a 3. A história pareceu se repetir na temporada 1997-1998. Os vermelhos venceram novamente a chave, destacando-se do Braunschweig por 7 pontos, mas no primeiro encontro em Berlin, contra o Tennis Borussia Berlin, o time foi derrotado por 2 a 0. Os torcedores esperavam um milagre, mas ficaram surpresos pelo esforço da equipe, que no jogo de volta conseguiu vencer os berlinenses por 2 a 0. Na prorrogação o resultado não se alterou, mas na disputa de pênaltis, o Hannover venceu por 3 a 1 e conquistou a promoção à segunda divisão.
O Hannover buscou logo o segundo acesso consecutivo, que não chegou por apenas um ponto em 1999. Depois, por duas temporadas, deveria se resignar em lutar por uma salvação tranquila, concluindo o certame na metade da tábua de classificação.
O renascimento do clube se completou apenas em 2002 com o retorno à Bundesliga. Naquela temporada o time obteve o recorde de pontos obtidos por uma equipe da Zweite Bundesliga.

### 2002-2009: permanência tranquila na Bundesliga
De 2002 a 2009, a equipe consolidou a posição na Bundesliga com uma série de apresentações na metade da classificação, sob a direção de vários treinadores. O Hannover procurou, além disso, repetir a campanha de 1992 na Copa da Alemanha. Na temporada
2006-2007, "os vermelhos" na primeira fase superaram o Dynamo Dresden por 3 a 2. Na fase anterior às oitavas de final, bateram o Borussia Dortmund por 1 a 0. Já na fase seguinte, o Hannover se impôs sobre o Duisburg, 1 a 0, em casa, e enfrentou pelas quartas, a revelação Nuremberg. A partida foi jogada em Nuremberg, em 27 de fevereiro de 2007, terminando em 0 a 0, após os 90 minutos e prorrogação. Dessa vez a disputa de pênaltis não foi favorável ao Hannover. Schröter e Stajner desperdiçaram suas cobranças e o Nuremberg alcançou as semifinais e posteriormente conquistou a copa.
Na temporada 2007-2008, o time, treinado por Dieter Hecking, ficou perto de uma posição válida para o retorno à Europa, concluindo a só 3 pontos de distância do VfB Stuttgart, que se qualificou para a Copa Intertoto. O resultado mais prestigioso naquela temporada foi a vitória obtida em Stuttgart, 2 a 0, contra os então campeões da Bundesliga. Os torcedores do Hannover recordam bem da pré-temporada daquele ano. Os dois amistosos de luxo, os quais o Hannover vencera o Glasgow Rangers e o Real Madrid.
Na temporada 2008-2009, apesar de um início discreto e uma importante vitória por 1 a 0, em casa, contra o Bayern de Munique, que não ocorria há vinte anos, foi decepcionante em relação à temporada anterior e caracterizada por muitos infortúnios por conta dos jogadores mais importantes do elenco. O Hannover concluiu assim a classificação na décima-primeira posição.

### 2009-2010: a tragédia de Enke e a corrida pela salvação

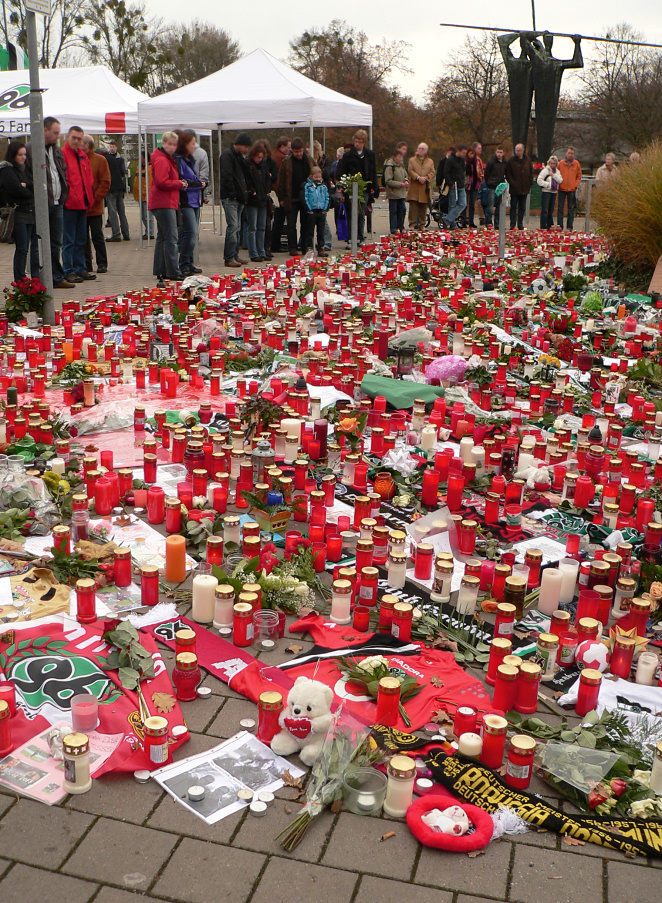
O adeus ao goleiro Enke

Desde o retorno à Bundesliga, a temporada 2009-2010 foi a mais sofrida pelo Hannover na máxima série. Após uma derrota inicial, em Berlim, contra o Hertha Berlin, o time obteve um triunfo importante em Nuremberg e um empate em casa diante do Mainz 05. Na quarta rodada, a derrota diante do próprio público para o Hoffenheim, que era a verdadeira surpresa naquele início da temporada, fez soar o alarme. Mas, no período de outubro, o time reagiu, conseguindo três vitórias em quatro partidas contra SC Freiburg, 1. FC Köln e VfB Stuttgart.
Em 10 de novembro de 2009 o time, contudo, foi atingido por um grave luto, a morte suicida do goleiro e capitão da equipe, Robert Enke.
Dez dias depois da tragédia, o Hannover voltou a campo em Gelsenkirchen contra o Schalke 04. O goleiro substituto foi Florian Fromlowitz. O Schalke venceu por 2 a 0. Seguiram outras derrotas em série. Contra o Bayern por 3 a 0, depois em Mönchengladbach, e a mais pesada de todas, o jogo em casa contra o Bochum. Em vantagem por dois gols, ambos marcados por Jan Schlaudraff, ao fim do primeiro tempo, "os vermelhos" acabaram capitulando por 3 a 2 nos minutos finais.
Essa derrota e a sucessiva, sempre em casa, contra o último da tabela, o Hertha, por 3 a 0, na primeira rodada do returno, custou a demissão do técnico Andres Bergmann. O time, em plena zona de rebaixamento, passou a ser dirigido por Mirko Slomka. Apesar da troca no comando técnico, o início de 2010 foi um pesadelo. Foram seis as derrotas consecutivas. No sábado, 6 de março, em Freiburg, o Hannover, 17 pontos, penúltimo na classificação a 3 pontos dos donos da casa, tinha um encontro decisivo para evitar o descenso. Depois de um primeiro tempo truncado, a partida termina em 2 a 1, após um gol contra de Papiss Cissé, que presenteia o Hannover a primeira vitória depois da trágica morte de Enke, quatro meses antes. O Hannover alcança o Freiburg e reage sete dias depois, derrotando o Eintracht Frankfurt, em casa, dando novo oxigênio ao técnico Slomka.
O caminho em direção à salvação prossegue oscilante, entre vitórias importantes, como contra o Schalke 04 por 4 a 2, e uma derrota retumbante frente ao Bayern de Munique por 7 a 0. A três rodadas do final, o Hannover é ainda o penúltimo com 27 pontos, mas distanciado apenas um ponto de Freiburg, Nuremberg e Bochum (28). Na trigésima-segunda rodada, o Freiburg se pôs a salvo, enquanto as outras três equipes não fizeram pontos. O Hannover perdeu em casa para o Bayer Leverkusen. Somente um time entre Nuremberg, Bochum e Hannover poderiam ainda se garantir na elite. Na penúltima rodada, o Bochum foi derrotado pelo Bayern. Já o Nuremberg foi derrotado pelo Hamburgo, enquanto o Hannover goleou de forma surpreendente o Borussia Mönchengladbach, superando os adversários diretos na corrida contra o descenso.
A última rodada previu o encontro direto entre Bochum e Hannover, enquanto o Nuremberg afrontou, em casa, o Köln já sem ambições. O Hannover foi obrigado a vencer o duelo e fechou a fatura nos primeiros quarenta e cinco minutos. 3 a 0, com gols de Bruggink, Hanke e Sérgio Pinto. A vitória do Nuremberg por 1 a 0 diante do Bochum foi inútil. O Hannover se salvou do descenso à segunda divisão na rodada final do campeonato alemão.

### 2010-2011: O retorno à Europa
O Hannover se aproxima dos 115 anos de história e após afastar o fantasma do rebaixamento, o elenco é bastante reforçado. No gol chegou do Manchester United o jovem goleiro Ron-Robert Zieler, enquanto na defesa foi contratado o zagueiro central austríaco Emanuel Pogatetz, vindo do Middlesbrough. O meio-campo foi reforçado sobretudo nas extremidades. Chegaram o norte-americano Beasley, do Glasgow Rangers, o português Carlitos, do FC Basel, e Lars Stindl, do Karlsruher SC. já no ataque, veio o norueguês Mohammed Abdellaoue, provindo do Valerenga, de Oslo.
O objetivo inicial de Mirko Slomka era fazer uma campanha regular, contudo, logo cedo o Hannover se tornaria, junto ao Mainz 05, a verdadeira surpresa da Bundesliga, na temporada 2010-2011. O Mainz largou forte com sete vitórias nas primeiras 7 partidas, enquanto os grandes oscilam. O Bayern de Munique começa com oito pontos em 21, para depois reagir, enquanto Schalke 04 e Werder Bremen não promovem boa campanha. Há, portanto, espaço para o inserimento no vértice da tabela para equipes como Borussia Dortmund ou Bayer Leverkusen e para surpresas como Mainz e Hannover. Na sétima rodada, o Mainz angariou 21 pontos, seguido somente pelo Dortmund, 18, enquanto o Hannover, com 13, ocupava a terceira colocação. A formação de Slomka cairia posteriormente em Munique, 3 a 0, mas se recuperou em casa diante do Köln, graças ao marfinense Didier Ya Konan.
Na décima-segunda rodada se encontram as duas revelações. O Hannover viajou para Mainz. Naquele momento, o Mainz 05 havia cedido a liderança ao Dortmund e estava para ser alcançado pelo Bayer Leverkusen, enquanto os hóspedes queriam se manter na zona alta da tabela. Um gol de Sérgio Pinto, aos 44 minutos do primeiro tempo, decidiu a contenda em favor dos visitantes. Na partida seguinte, os comandados de Slomka obtiveram novo triunfo, dessa vez diante do Hamburgo. 3 a 2 com um gol aos 94 minutos de Hanke. Após cinco vitórias consecutivas, o Hannover caiu em Nuremberg, mas concluiu o primeiro turno em quarto lugar, com 31 pontos, no rastro de Dortmund, 43, Mainz e Leverkusen, 33.
Inicia o returno e o Hannover 96 não se escondeu mais. O objetivo era mesmo o de conquistar um lugar na UEFA Europa League. A equipe de Slomka tinha na velocidade o seu ponto de força, além de explorar com eficiência os contra-ataques. A equipe também nunca buscava o empate, foram apenas 3 em 34 partidas. Em evidência nessa temporada estavam o atacante Didier Ya Konan, embora várias vezes contundido, o ala esquerdo Konstantin Rausch, o capitão Steven Cherundolo e o meia Jan Schlaudraff. Além deles, graças a Sérgio Pinto, o Hannover pôde desfrutar também de seus tiros à distância. E foi mesmo Pinto que decidiu a disputa do returno contra o Wolfsburg com o gol da vitória.
Na sétima rodada do returno, após o sucesso fora de casa, contra o FC St Pauli, o Hannover 96 se pôs na luta por um lugar na UEFA Champions League. Uma semana depois, o Bayern chegou à AWD Arena com dois pontos de atraso em relação aos comandados de Slomka. O time jogou a partida perfeita. Rausch deu passe preciso para o gol de Abdellaoue no primeiro tempo e ampliou pessoalmente no segundo. Robben diminuiu, mas Pinto desfrutou de uma falha do goleiro bávaro Kraft e fechou o marcador em 3 a 1 a favor do Hannover. Esse jogo decidiu a sorte de Louis Van Gaal no Bayern. O treinador holandês anunciou que deixaria o time no final da temporada.
O Hannover manteve o terceiro lugar a dois pontos do Leverkusen e a cinco do Bayern de Munique, mas ao longo de três semanas foi goleado por 4 a 0 pelo Köln. Em seguida, após estar em vantagem por 1 a 0, permitiu a virada do Borussia Dortmund] que venceu por 4 a 1. A disputa em casa contra o Mainz 05, quinto na classificação, valeria provavelmente um lugar na Europa League. O Hannover, porém, não titubeou, vencendo o adversário por 2 a 0, com gols de Ya Konan e Pinto. Duas semanas depois, em Freiburg, o Hannover tornou a vencer, fora, 3 a 1, com gols de Abdellaoue, Schlaudraff e Rausch. E graças ao empate sem gols entre Nuremberg e Mainz, em 24 de abril de 2011, o Hannover pôde festejar matematicamente o seu retorno às competições europeias após 18 anos da disputa da Recopa contra o Werder Bremen. Contudo, o sonho de chegar à Champions League, termina na penúltima rodada, quando a equipe é derrotada em casa por 1 a 0 pelo Mönchengladbach. O quarto lugar na classificação permanece, seja como for, o recorde da equipe na Bundesliga, incluindo os pontos e vitórias em casa.

## Títulos
| Nacionais | Nacionais         | Nacionais | Nacionais                 |
|           | Competição        | Títulos   | Temporadas                |
| --------- | ----------------- | --------- | ------------------------- |
|           | Campeonato Alemão | 2         | 1937–38, 1953–54          |
|           | Copa da Alemanha  | 1         | 1991–92                   |
|           | 2. Bundesliga     | 3         | 1974–75, 1986–87, 2001–02 |

### Categorias de base
- Campeonato Alemão (sub-17) Vice-campeão: 1994, 1995;
- Bundesliga North/Northeast (sub-19) campeão: 2004;

## Cronologia recente
| Temporada | Divisão            | Posição |
| 2000–01   | 2. Bundesliga (II) | 9°      |
| 2001–02   | 2. Bundesliga      | 1° ↑    |
| 2002–03   | Bundesliga (I)     | 11°     |
| 2003–04   | Bundesliga         | 14°     |
| 2004–05   | Bundesliga         | 10°     |
| 2005–06   | Bundesliga         | 12°     |
| 2006–07   | Bundesliga         | 11°     |
| 2007–08   | Bundesliga         | 8°      |
| 2008–09   | Bundesliga         | 11°     |
| 2009–10   | Bundesliga         | 15°     |
| 2010–11   | Bundesliga         | 4°      |
| 2011–12   | Bundesliga         | 7°      |
| 2012–13   | Bundesliga         | 9°      |
| 2013–14   | Bundesliga         | 10°     |
| 2014–15   | Bundesliga         | 13°     |
| 2015–16   | Bundesliga         | 18° ↓   |
| 2016–17   | 2. Bundesliga      | 2° ↑    |
| 2017–18   | Bundesliga         | 13°     |
| 2018–19   | Bundesliga         | 17° ↓   |
| 2019–20   | 2. Bundesliga      | 6°      |
| 2020–21   | 2. Bundesliga      | 13°     |
| 2021-22   | 2. Bundesliga      | 11º     |
| 2022-23   | 2. Bundesliga      | 10°     |
| 2023-24   | 2. Bundesliga      | 6º      |

## Elenco atual
Atualizado em 2 de abril de 2025.

## Participação nas copas europeias
| Temporada                      | Fase                 | País      | Clube           | Casa  | Fora  | Agregado |
| ------------------------------ | -------------------- | --------- | --------------- | ----- | ----- | -------- |
| 1992–1993 - Recopa             | Primeira fase        | Alemanha  | Werder Bremen   | 2 a 1 | 1 a 3 | 3 a 4    |
| 2011–2012 - UEFA Europa League | Fase de qualificação | Espanha   | Sevilla         | 2 a 1 | 1 a 1 | 3 a 2    |
| 2011–2012 - UEFA Europa League | Fase de grupos       | Bélgica   | Standard Liège  | 0 a 0 | 0 a 2 |          |
| 2011–2012 - UEFA Europa League | Fase de grupos       | Dinamarca | Copenhagen      | 2 a 2 | 2 a 1 |          |
| 2011–2012 - UEFA Europa League | Fase de grupos       | Ucrânia   | Vorskla Poltava | 3 a 1 | 2 a 1 |          |
| 2011–2012 - UEFA Europa League | Fase de grupos       | Bélgica   | Brugge          | 2 a 1 | 1 a 0 | 3 a 1    |

## Jogadores famosos
- Robert Enke
- Ron-Robert Zieler